# ألكسندر كي
ألكسندر هِل كي (بالإنجليزية: Alexander Hill Key) هو روائي أمريكي. 
ولد في 21 سبتمبر1904 في مدينة لابلاتا، بولاية ماريلاند بالولايات المتحدة الأمريكية وتوفي في 25 تموز 1979 في إوفولا، بولاية ألاباما. أتجه نحو كتابة روايات الخيال العلمي الموجه للمراهقين.

## سيرته الذاتية
كان والده يملك طاحونة ومحلج أحرقا بفعل غرباء يطلقون على انفسهم "فرسان الليل"
لاقي أبوه حتفه أثر ذلك، وأما عائلته فلقد انتقلت من ماريلاند إلى جاكسونفيل بولاية فلوريدا، حيث كان جده لأمه، وهو كاهن بروستانتي لطائفة الدينية المسمى ميثودية،كان جده قد تقاعد من ميثودية بينما الكسندر ما زال في ربيع الخمسة عشر من العمر،
وذات ليلة قَتلت والدته أثناء عبورها الشارع. ذهب الكسندر كي وشقيقه الأصغر روبرت ليعيشا مع عمهما ستيفن كي، الذي كان يملك أحد المصارف في كوينسي بولاية فلوريدا.
في سن المراهقة. تلقى محاضرات في الأكاديمية العسكرية في جورجيا, التي كان يحبها حباَ جما!، ولما بلغ السابعة عشر من عمره أتجهت آماله شطر شيكاغو لدراسة في معهد الفنون فيها. قابل في نفس المعهد النحات الفنان لورادو تافت فلقد كان يدرس في ذات المعهد. كان السيد كي يريد تحقيق آماله في أن يصبح رسام بورتريه بيد أن كل طموحاته توقفت على حين غرة وجد عمه غارقا في لجة الخسارة الإفلاس الذريع الذي لم يستطع الخروج منه.أدى كل ذلك لتوقفه عن اكمال الدراسة و، وتحوله وبشكل جذري إلى التصوير التوضحي لتغطية نفقاتهم الفائضة. كانت أول وظيفة يستلمها هي وظيفة التصوير التوضيحي ذلك هو بصيص الضوء الذي اشرق في حياة هذا الكاتب وتعويض له عن تحقيق الحلم الذي كان يراوده.كان أول مرتب يتقاضه بمبلغ 900 دولار. ان كان في زمانه النقود كثيرة! في غمرة كئبته وحزنه، أنطلقت يداه في كتابة القصص كوسيلة للحصول على المال الوفير.

## أدبه
اشتهر إلكسندر هِل كي بكتابة روايات الخيال العلمي, خرجت من تحت عباءته روايات تعني بدرجة الأولى بالمراهقين وما يتعلق بعالمهم وخواطرهم وافكارهم.
خرجت رواياته بصبغة خيالية تحكي عن شخصيات تتمتع بقوى خارقة لطبيعة وبأمكانها التخاطب مع الحيوانات، وفي روايته (الحمائم البيضاء الغريبة) (The Strange White Doves)
يحاول الكسندر بلورة فكرته التي يتناول فيها الإحساس والوعي المتوفر لدى 
الطيور فهو يرى انها تمتلك مخزون من المشاعر والوعي الذي يجعلها تحس بما حولها. 
يتلمس الأديب السبيل الخيلات والتصورات وفي آخر المطاف يطرق باب قراءة الأفكار,
والتخاطر, ناسجا من التخاطر خيوط تواصل تربط بين الإنسان 
و الحيوان.كما نجد في رواياته زخم من الشخصيات الغريبة، المنبوذة من المجتمع والبيئة التي ترعرعت بين يديها تمتاز هذه الشخصيات بتزعزع الاركان وكما صورها إلكسندر بأنها مخلوعة الفؤاد دائما تعيش حياة يشوبها الاضطهاد والجور نتيجة إما لقدراتها الفائقة أو لجذورها الغريبة.
يستعمل الكسندر هذا الأسلوب المجازي لكي يبرز وجه العنصرية من جهه وشكل الإجحاف في المجتمعات من جهة آخر.
ومن اثاره:
- رواية المد الهائل التي حولت لمسلسل رسوم متحركة شهير من إنتاج شركة نيبون أنيميشن باليابانية(كونان فتى المستقبل) وبالعربي(مغامرات عدنان).

## رواياته
- المد الهائل
- الحرية أو الموت.
- النسر الأحمر.
- الفرار إلى الجبل المسحور.
- الحمائم البيضاء الغريبة.
- سيف أردال.
- المرج المسحور.

## وفاته
توفي في25 تموز 1979 في إوفولا، بولاية ألاباما

## وصلات خارجية
- ألكسندر كي على موقع IMDb (الإنجليزية)
- ألكسندر كي على موقع ألو سيني (الفرنسية)
- ألكسندر كي على موقع أول موفي (الإنجليزية)
- ألكسندر كي على موقع قاعدة بيانات الأفلام السويدية (السويدية)
- ألكسندر كي على موقع كينوبويسك (الروسية)
- ألكسندر كي  على قاعدة بيانات الخيال التأملي على الإنترنت